# Socha medvěda brtníka v Brtnici
Socha medvěda brtníka se nachází v moravském městě Brtnici, v severní části náměstí Svobody. Instalována byla v roce 2009, v rámci rekonstrukce severní části náměstí. Hlavním zdrojem financování byl finanční příspěvek od Poslanecké sněmovny České republiky, která na rekonstrukci přispěla v rámci tzv. porcování medvěda.
Autorem sochy je umělecký kovář Pavel Tasovský. Socha stojí na kamenném podstavci vysokém 120 centimetrů. Samotný medvěd je vysoký 90 cm a je vyroben z čtyřmilimetrových ocelových plátů. Socha odkazuje na tradici sympozií uměleckých kovářů konaných v Brtnici zvaných Brtnické kovadliny, i na tzv. brtě (dutiny stromů, ve kterých žily včely a ve kterých shromažďovaly med, který lákal medvědy), od kterých je odvozen název města Brtnice.